# Diana Caldwell
Diana Caldwell (* 23. Dezember 1913 in Steyning, West Sussex, nach anderen Quellen in Hove, East Sussex; † 3. September 1987 in Ascot, Berkshire) war eine britische Gesellschaftsdame. Insgesamt war sie viermal verheiratet, zweimal mit Adligen, und erwarb durch diese Ehen ein beträchtliches Vermögen. Sie trug nacheinander die Familiennamen Motion, Broughton, Colvile und Cholmondeley.

## Biografie
Diana Caldwell wurde als eine „auffallende Schönheit mit hellblauen Augen und aschblonden Haaren“ beschrieben. Ihre erste, kurze Ehe mit dem Musiker Vernon Motion wurde am 27. Oktober 1937 in Chelsea geschlossen und wenig später wegen Ehebruchs wieder geschieden. In London betrieb sie mit einer Freundin einen Cocktail-Club. Ihr wurde nachgesagt, eine „Goldgräberin“ (gold digger) zu sein, das heißt auf der Suche nach einem reichen Mann.
Am 5. November 1940 heiratete sie in Durban, Südafrika, den 30 Jahre älteren Sir Delves Broughton, 11. Baronet. Als Gattin eines Baronet führte sie fortan den Höflichkeitstitel Lady Broughton. Das Paar zog in die Kronkolonie Kenia, wo es auf das berüchtigte Happy Valley Set stieß. Diana begann eine Affäre mit Josslyn Hay, 22. Earl of Erroll. Bei einem Abendessen in Nairobi mit ihrem Ehemann und ihrem Geliebten akzeptierte Delves Broughton die Beziehung seiner Frau mit Lord Erroll. Am nächsten Morgen, dem 24. Januar 1941, wurde Lord Erroll erschossen aufgefunden. Delves Broughton wurde des Mordes verdächtigt, jedoch aus Mangel an Beweisen freigesprochen. Diana verließ ihn. Er kehrte nach England zurück, wo er im Dezember 1942 Selbstmord beging.
Diana Caldwell heiratete 1943, einen Monat nach Delves Broughtons Tod, Gilbert de Prévile Colvile (1887–1966), einen der reichsten Landbesitzer in Kenia. Er ermöglichte ihr einen teuren Lebensstil und kaufte ihr den Djinn-Palast, der früher Lord Hay gehört hatte. Während dieser Ehe verlor Diana zwei Kinder: das erste starb zehn Tage nach der Geburt, das zweite wurde tot geboren. Das Paar adoptierte eine Tochter namens Sarah. Die Ehe wurde 1955 geschieden.
Am 26. März 1955 heiratete Diana Caldwell in Kenia Thomas Cholmondeley, 4. Baron Delamere (1900–1979), der ein guter Freund Colviles war und mit dem Diana schon zuvor ein Verhältnis hatte. Als dessen Gattin führte sie fortan den Höflichkeitstitel Baroness Delamere.
Diana starb am 3. September 1987 im Alter von 74 Jahren in England nach einem Schlaganfall. Sie wurde auf der Soysambu Ranch der Lords Delamere in Kenia bestattet.

## Literarische und filmische Adaption
1982 erschien das Buch White Mischief des britischen Journalisten James Fox. In dem Buch geht Fox den Ereignissen um die Ermordung von Josslyn Hay, 22. Earl of Erroll nach. 1987 wurde es unter dem Titel White Mischief (Die letzten Tage in Kenya) von Michael Radford verfilmt mit Greta Scacchi in der Hauptrolle der Diana, Lady Broughton (Diana Caldwell). Leda Farrants Version des Mordes an Lord Erroll wurde 1997 in dem Buch Diana, Lady Delamere and the Lord Erroll murder veröffentlicht, in dem sie Diana Caldwell anklagt, den Mord selbst verübt zu haben.